# Cortona (Wein)
Unter der Bezeichnung Cortona DOC werden verschiedene Weiß- und Rotweine sowie Vin Santo in der italienischen Provinz Arezzo (Region Toskana) erzeugt. Die Weine besitzen seit 1999 eine „kontrollierte Herkunftsbezeichnung“ (Denominazione di origine controllata – DOC), die zuletzt am 7. März 2014 aktualisiert wurde.

## Erzeugung
Folgende Weintypen dürfen erzeugt werden:
- Cortona rosso: 50–60 % Syrah, 10–20 % Merlot, außerdem dürfen noch höchstens 30 % andere analoge Rebsorten, die für den Anbau in der Region Toskana zugelassen sind, zugesetzt werden.
- Cortona Vin Santo und Cortona Vin Santo „Riserva“: Trebbiano Toscano, Grechetto und Malvasia Bianca Lunga – einzeln oder gemeinsam – müssen zu mindestens 70 % enthalten sein. Höchstens 30 % weiß ausgebauter Sangiovese darf zugesetzt werden.
- Cortona Vin Santo Occhio di Pernice: Sangiovese, Malvasia nera  – einzeln oder gemeinsam –  zu 100 %.
- Bei den folgenden Weinen muss die genannte Rebsorte zu mindestens 85 % enthalten sein. Höchstens 15 % andere analoge Rebsorten, die für den Anbau in der Region Toskana zugelassen sind, dürfen zugesetzt werden.
  - Cortona Chardonnay
  - Cortona Grechetto
  - Cortona Sauvignon
  - Cortona Cabernet Sauvignon und Cortona Cabernet Sauvignon „Riserva“
  - Cortona Merlot und Cortona Merlot „Riserva“
  - Cortona Sangiovese und Cortona Sangiovese „Riserva“
  - Cortona Syrah und Cortona Syrah „Riserva“

Die „Riserva“-Weine müssen mindestens 24 Monate gereift sein, davon mind. 12 Monate im Holzfass und vier Monate in der Flasche (ab dem 1. November des Erntejahres gerechnet).

## Anbaugebiet
Anbau und Vinifikation der Weine müssen in der Gemeinde Cortona in der Provinz Arezzo erfolgen.

## Beschreibung
Gemäß Denomination: (Auszug)

### Cortona Rosso
- Farbe: von rubinrot bis granatrot bei zunehmender Reife
- Geruch: charakteristisch, elegant
- Geschmack: trocken und harmonisch
- Alkoholgehalt: mindestens 12,5 Vol.-%
- Säuregehalt: mind. 4,5 g/l
- Trockenextrakt: mind. 25,0 g/l

### Cortona Chardonnay
- Farbe: strohgelb
- Geruch: fruchtiger Duft mit einem leicht aromatischen Unterton
- Geschmack: trocken und harmonisch, elegant
- Alkoholgehalt: mindestens 11,5 Vol.-%
- Säuregehalt: mind. 5,0 g/l
- Trockenextrakt: mind. 20,0 g/l

### Cortona Grechetto
- Farbe: strohgelb
- Geruch: frisch, zart, charakteristisch, leicht aromatisch
- Geschmack: trocken und harmonisch
- Alkoholgehalt: mindestens 11,5 Vol.-%
- Säuregehalt: mind. 4,5 g/l
- Trockenextrakt: mind. 20,0 g/l

### Cortona Sauvignon
- Farbe: strohgelb
- Geruch: elegant charakteristischer, intensiver Duft mit aromatischen Unterton
- Geschmack: trocken und harmonisch, elegant
- Alkoholgehalt: mindestens 11,5 Vol.-%
- Säuregehalt: mind. 4,5 g/l
- Trockenextrakt: mind. 20,0 g/l

### Cortona Cabernet Sauvignon und Cortona Cabernet Sauvignon Riserva
- Farbe: rubinrot bis granatrot
- Geruch: intensiv, charakteristisch, würzig
- Geschmack: voll und harmonisch, trocken
- Alkoholgehalt: mindestens 12,0 Vol.-%, mind. 12,5 Vol.-% für „Riserva“
- Säuregehalt: mind. 4,5 g/l
- Trockenextrakt: mind. 25,0 g/l, mind. 28 g/l für „Riserva“

### Cortona Merlot und Cortona Merlot Riserva
- Farbe: leuchtend granatrot, manchmal mit einigen violetten Reflexen, neigt zu ziegelrot mit zunehmender Reife
- Geruch: Noten von Beerenobst, bisweilen mit Kräuternote
- Geschmack: trocken und harmonisch, voll
- Alkoholgehalt: mindestens 12,0 Vol.-%, mind. 12,5 Vol.-% für „Riserva“
- Säuregehalt: mind. 4,5 g/l
- Trockenextrakt: mind. 25,0 g/l, mind. 28 g/l für „Riserva“